# سیرنگومیلی
نُخاع‌گشادگی یا سیرنگومیلی (به انگلیسی: Syringomyelia) از ضایعه‌های مزمن و پیش‌روندهٔ نخاع و گاهی بصل النخاع می‌باشد. در این بیماری کیست‌های متعددی در درون بافت نخاع ایجاد می‌شود. درد و ضعف عضلانی و خشکی کمر از علائم بیماری هستند.
ایجاد حفره (کیست) در بافت‌های نخاع شوکی سبب انفکاک حس‌های مختلف و گرفتاری شاخ پیشین (قدامی) نخاع، گرفتاری راه قشری‌نخاعی Corticospinal  و اختلالات تغذیه‌ای trophic ناشی از گرفتاری الیاف سمپاتیک نخاع شوکی می‌گردد. غالباً در این مورد کَژپُشتی scoliosis وجود دارد.
در نخاع‌گشادگی معمولاً علائم آسیب‌های نورون محرکه فوقانی (مرکزی) و نورون محرکه تحتانی (محیطی) با هم دیده می‌شوند؛ مثلاً از سویی ماهیچه‌های کوچک دست‌ها دچار تحلیل‌رفتگی شده و رفلکس آن‌ها از بین می‌رود که نشانه آسیب نورون حرکتی تحتانی LMN  است، ولی در پاها تندی رفلکسها (تشدید) و علامت بابنسکی مشاهده می‌گردد که نشانه آسیب نورون حرکتی فوقانی UMN است.
نخاع‌گشادگی ممکن است مادرزادی یا اکتسابی باشد. نخاع‌گشادگی از علل ناهماهنگی حرکتی Ataxia می‌باشد.

## پیرابالینی (پاراکلینیک)
هر چند سی‌تی اسکن، ماهیچه‌نگاری برقی (الکترومیوگرافی) و نخاع‌نگاری myelogram همه کمک‌کننده هستند ولی بهترین روش تشخیص با ام‌آرآی است.